# Botryosphaeria parva
Botryosphaeria parva är en svampart som beskrevs av Pennycook & Samuels 1985. Botryosphaeria parva ingår i släktet Botryosphaeria och familjen Botryosphaeriaceae.   Inga underarter finns listade i Catalogue of Life.